# 655 Park Avenue
655 Park Avenue es un edificio residencial cooperativo de estilo georgiano en el Upper East Side de Manhattan, ubicado en Park Avenue entre las calles 67 y 68, adyacente a Park Avenue Armory. Fue desarrollado en 1924 por Dwight P. Robinson & Company. El edificio en 655 Park Avenue fue diseñado por los arquitectos James Edwin Ruthven Carpenter, Jr. y Mott B. Schmidt. Carpenter es considerado el arquitecto líder de rascacielos residenciales de lujo en la ciudad de Nueva York a principios de la década de 1900, mientras que Schmidt es conocido por sus edificios en el estilo clásico georgiano estadounidense, incluido Sutton Place y casas para figuras de la sociedad y élite empresarial de la ciudad de Nueva York..

## Edificio
655 Park Avenue está diseñado en el estilo arquitectónico georgiano, con una base de piedra caliza en los pisos inferiores y mampostería de ladrillo en los pisos superiores. El edificio se centra alrededor de un patio con jardín que da a Park Avenue. El diseño de altura escalonada del edificio, quizás único entre las cooperativas de Park Avenue de su época, fue el resultado de las restricciones impuestas al desarrollador por un sindicato de propietarios de mansiones cercanas que vendieron el terreno en el que se construyó 655 Park Avenue. Esta "Batalla por una escala adecuada en 655 Avenue" se describe en el libro Historic Manhattan Apartment Houses de Andrew Alpern.
El edificio principal de 11 pisos a mitad de cuadra tiene un ala de 8 pisos en la calle 67 y un ala de 7 pisos en la calle 68. Tiene un ático dúplex con una azotea de 278 m² y terrazas inferiores en lo alto de las alas de la calle 68 y la calle 67. 655 Park Avenue tiene entradas en las calles 67 y 68y porteros y operadores de ascensores de tiempo completo.

## Residentes famosos
- William Kissam Vanderbilt II,[2] heredero, entusiasta del automovilismo y navegante
- Danielle Steel,[6] autora más vendida
- William Coley,[7] investigador del cáncer